# Low Coniscliffe
Low Coniscliffe – wieś w Anglii, w hrabstwie ceremonialnym Durham, w dystrykcie (unitary authority) Darlington. Leży 29 km na południe od miasta Durham i 349 km na północ od Londynu.